# Schloss Bedburg

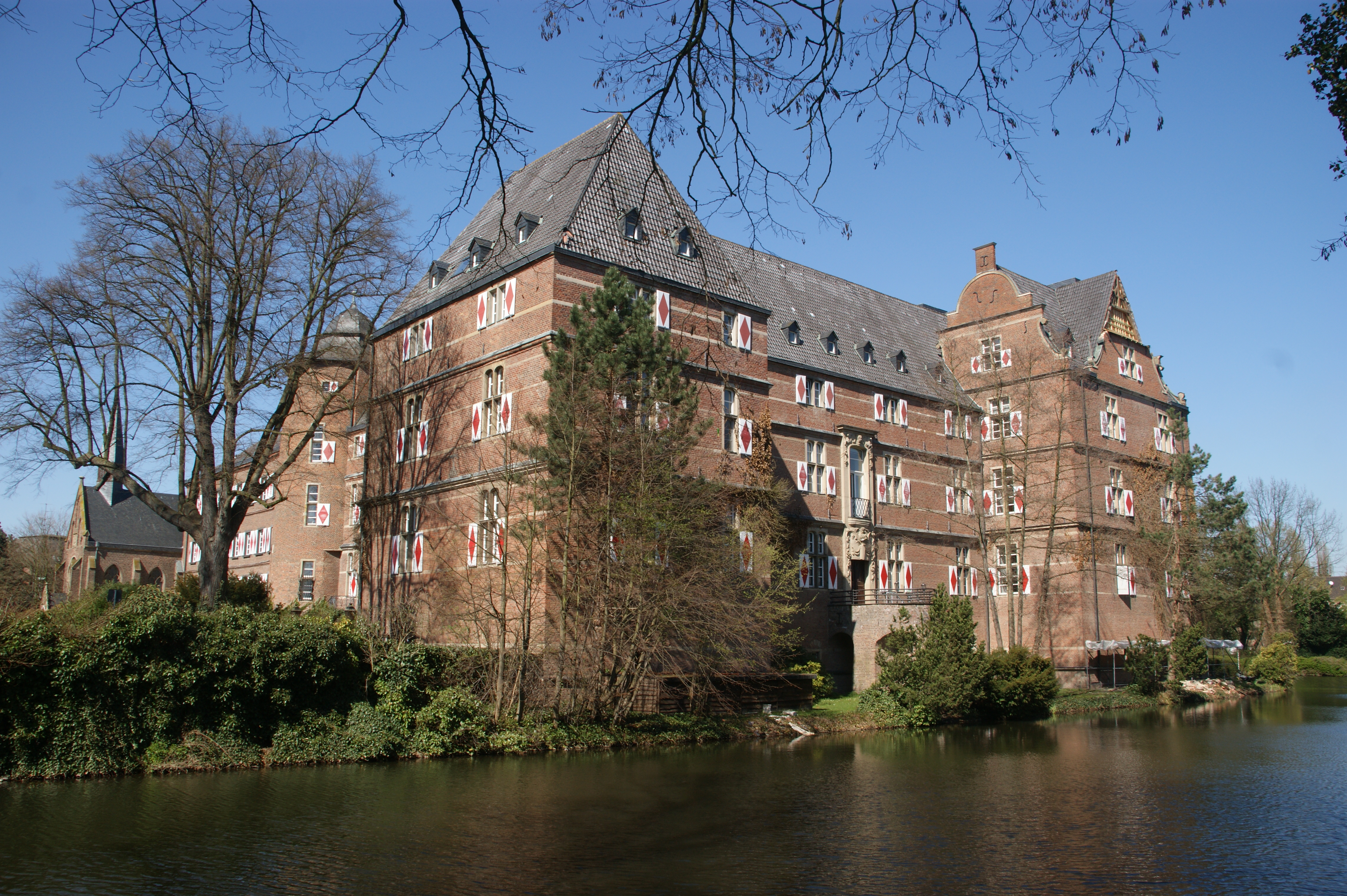
Schloss Bedburg

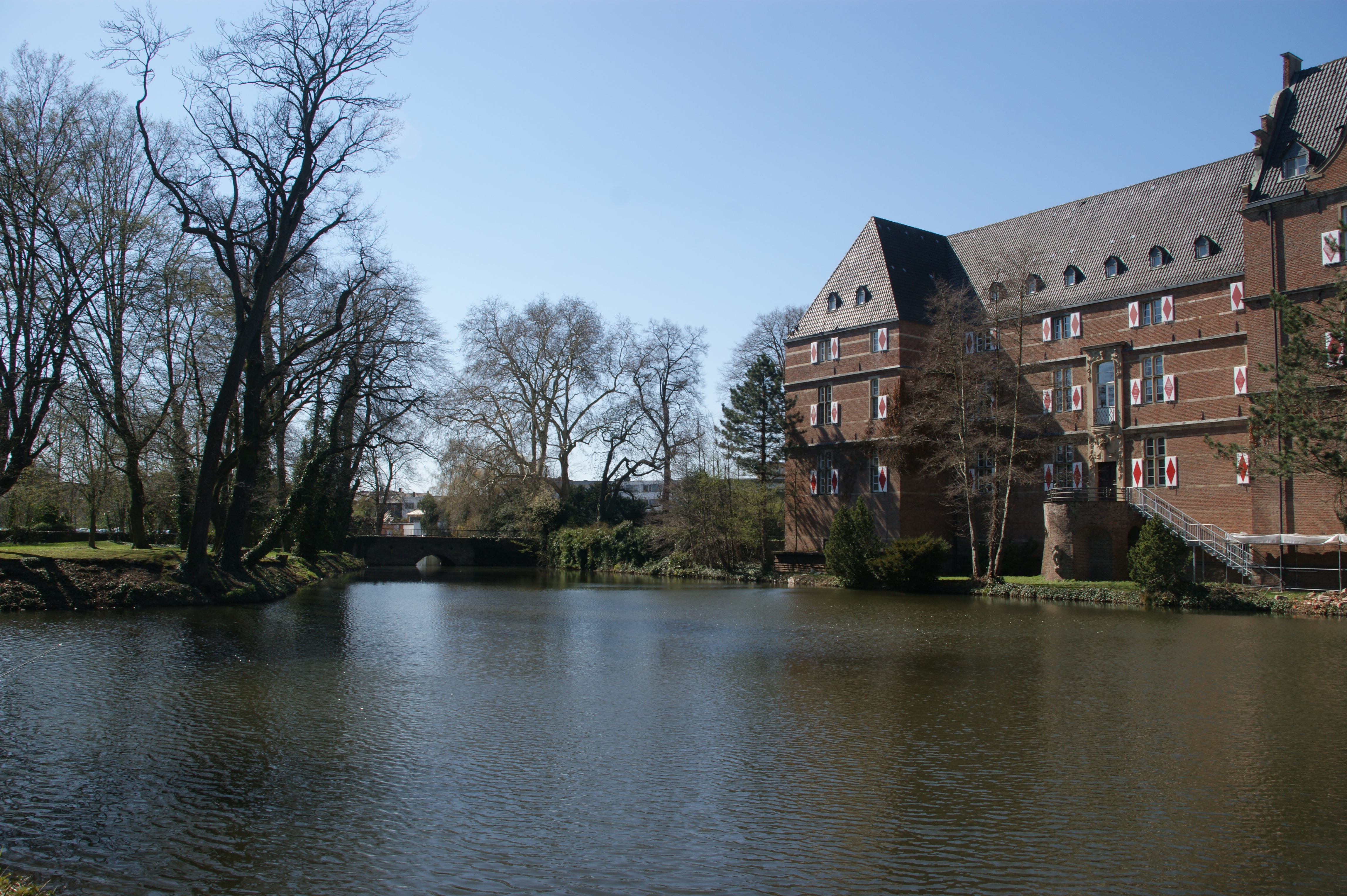
Schloss Bedburg

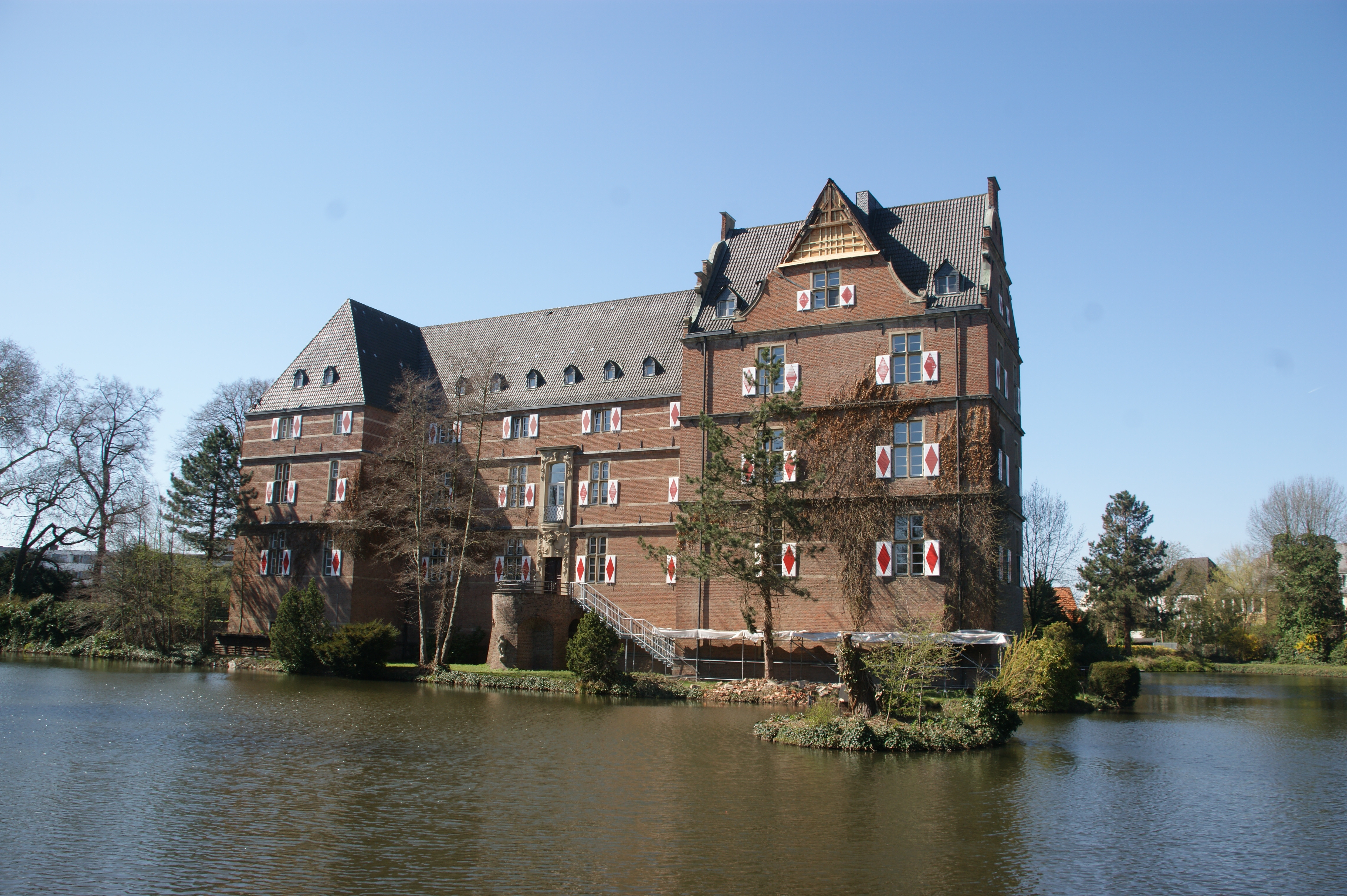
Schloss Bedburg

Das Schloss Bedburg ist ein Schloss in Bedburg im Rhein-Erft-Kreis in Nordrhein-Westfalen.
Seine Ursprünge liegen im 12. Jahrhundert, als eine Burg der Herren von Bedburg erstmals erwähnt wurde. Mit ihrer Lage in der sumpfigen Erftniederung diente die Wasserburg wahrscheinlich als Sicherung für den Erftübergang. Erst durch umfangreiche Um- und Anbauten wandelte sich die Burg im Laufe der Zeit zum Schloss bis hin zu seiner heutigen Gestalt.

## Bauphasen
Das Schloss ist geprägt durch mehrere Bauphasen, die teilweise bis heute erkennbar sind.
Aus der ersten Bauphase der Wasserburg ist ein Tuffsteinmauerrest im Keller unter der Eingangshalle erhalten. Die erste Burg wurde 1278 durch den Kölner Erzbischof Siegfried von Westerburg zerstört.

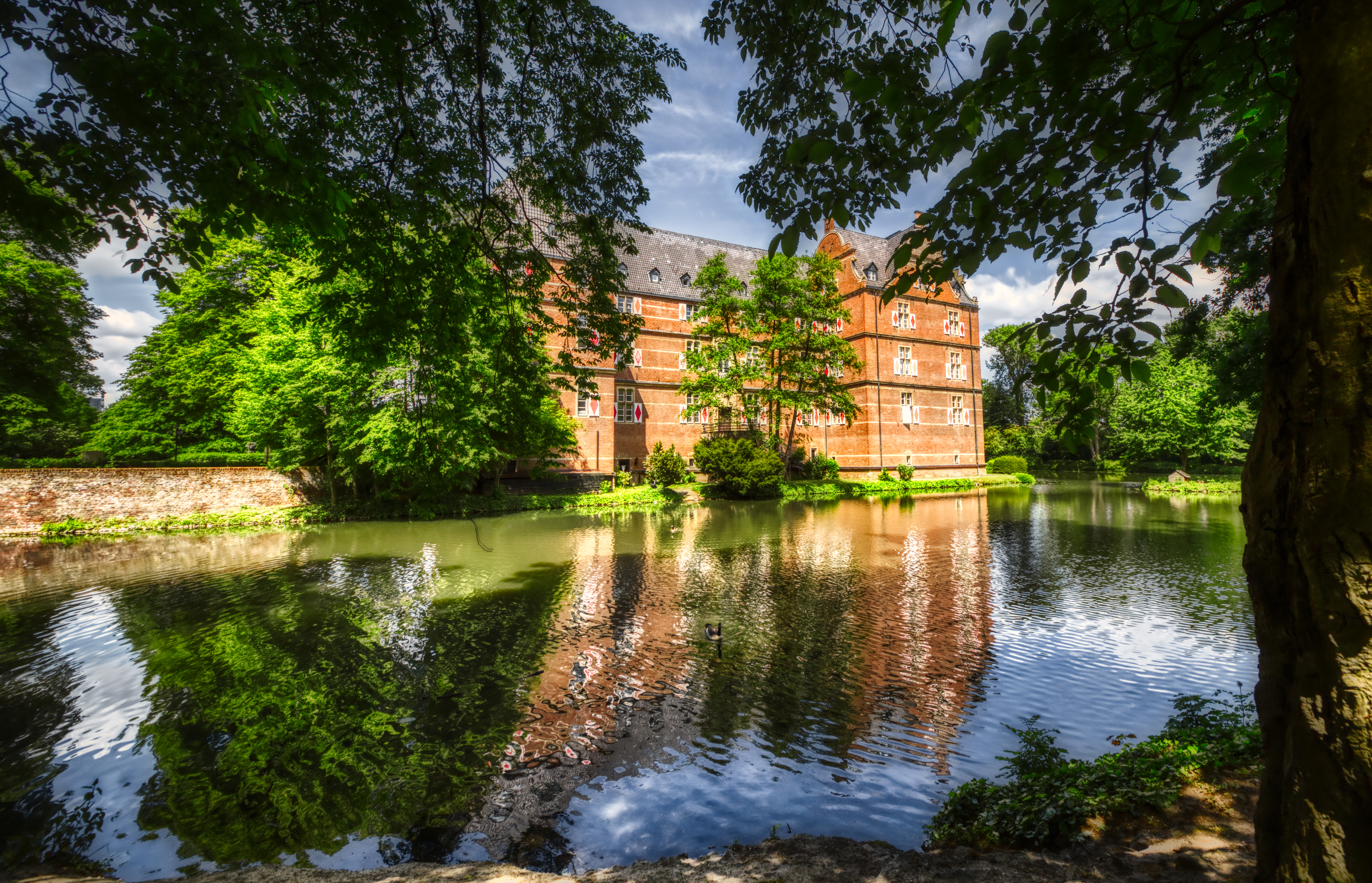

Dann erfolgte ein Neubau der gotischen Wasserburg durch Johann von Reifferscheid. Von Siegfried von Westerburg als Lehen erhalten, baute er eine „kastellartige“ Anlage mit drei Trakten um einen Innenhof, die durch zwei rechteckige und zwei Rundtürme (die heute noch erhalten sind) bewehrt waren. Die Anlage ist eine der ältesten erhaltenen Ziegelsteinburgen im Rheinland. Vorher wurden Burgen lediglich aus Holz und Natursteinen gebaut.
Im Truchsessischen Krieg wurde die Burg 1584 erneut zerstört, und Graf Werner von Salm-Reifferscheid ließ einen Neubau im Renaissancestil errichten. Die Vierecktürme verschwanden, das Renaissancetreppenhaus entstand und die beiden heute vorhandenen Innenhof-Arkaden entstanden. Vermutlich ist der jülich-bergische Hofbaumeister Alessandro Pasqualini oder einer seiner Nachfolger der Schöpfer dieser Arkaden. Damit trat der Wandel von der Burg zum Schloss ein.

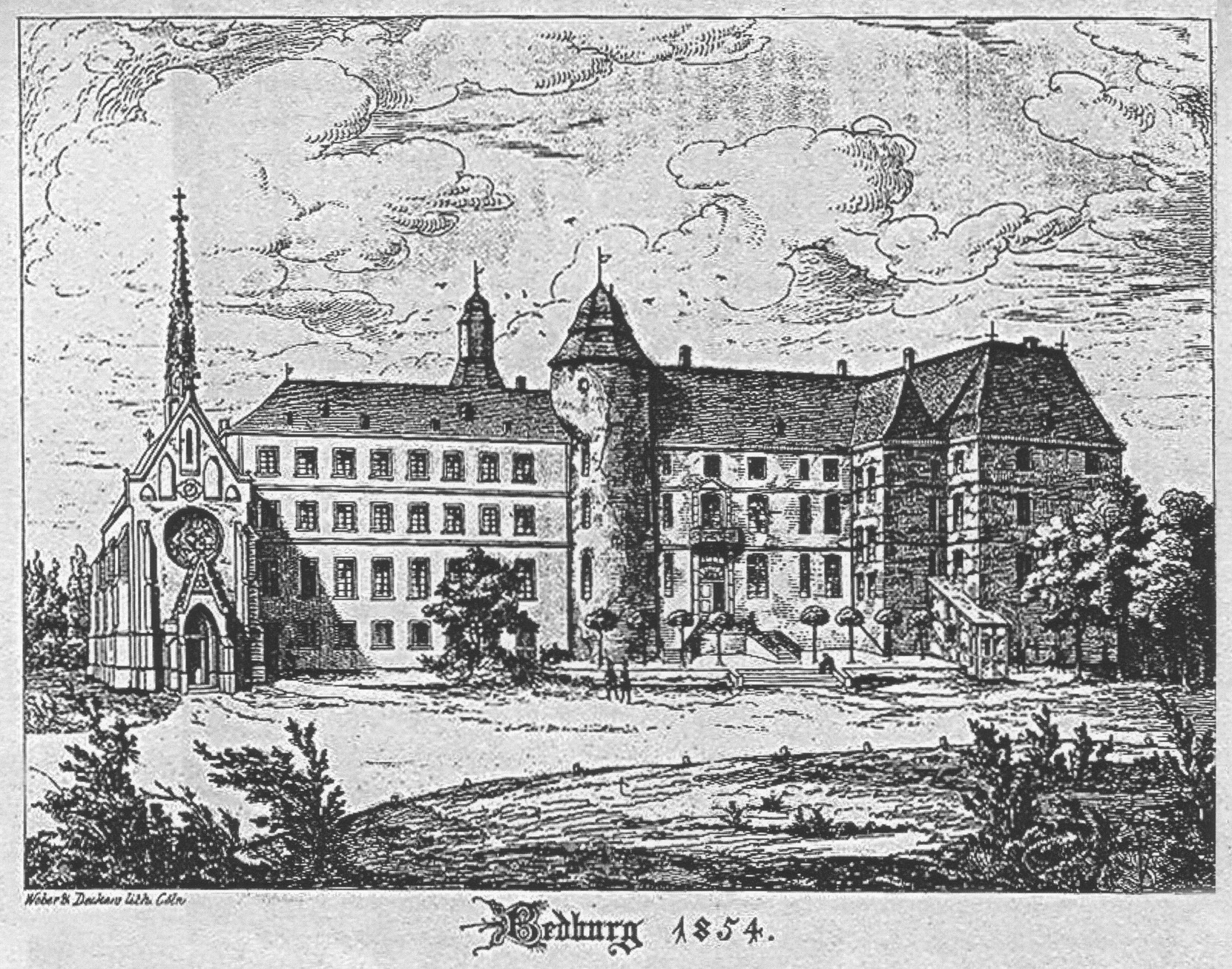
Schloss Bedburg, 1854

Nach dem Erwerb durch die Rheinische Ritterschaft im Jahr 1839 wurde das Schloss von 1842 bis 1853 als Rheinische Ritterakademie umgebaut und durch einen viergeschossigen Schultrakt erweitert. Gleichzeitig wurde durch Vincenz Statz die Kapelle errichtet.
1922 endete die Ritterakademie, und das Schloss ging in den Besitz der Gewerkschaft Neurath über. Es diente als Verwaltungszentrum und wurde durch den Architekten W. Felten ausgebaut und restauriert. Unter anderem entstand dabei das neobarocke Torhaus an der Graf-Salm-Straße.

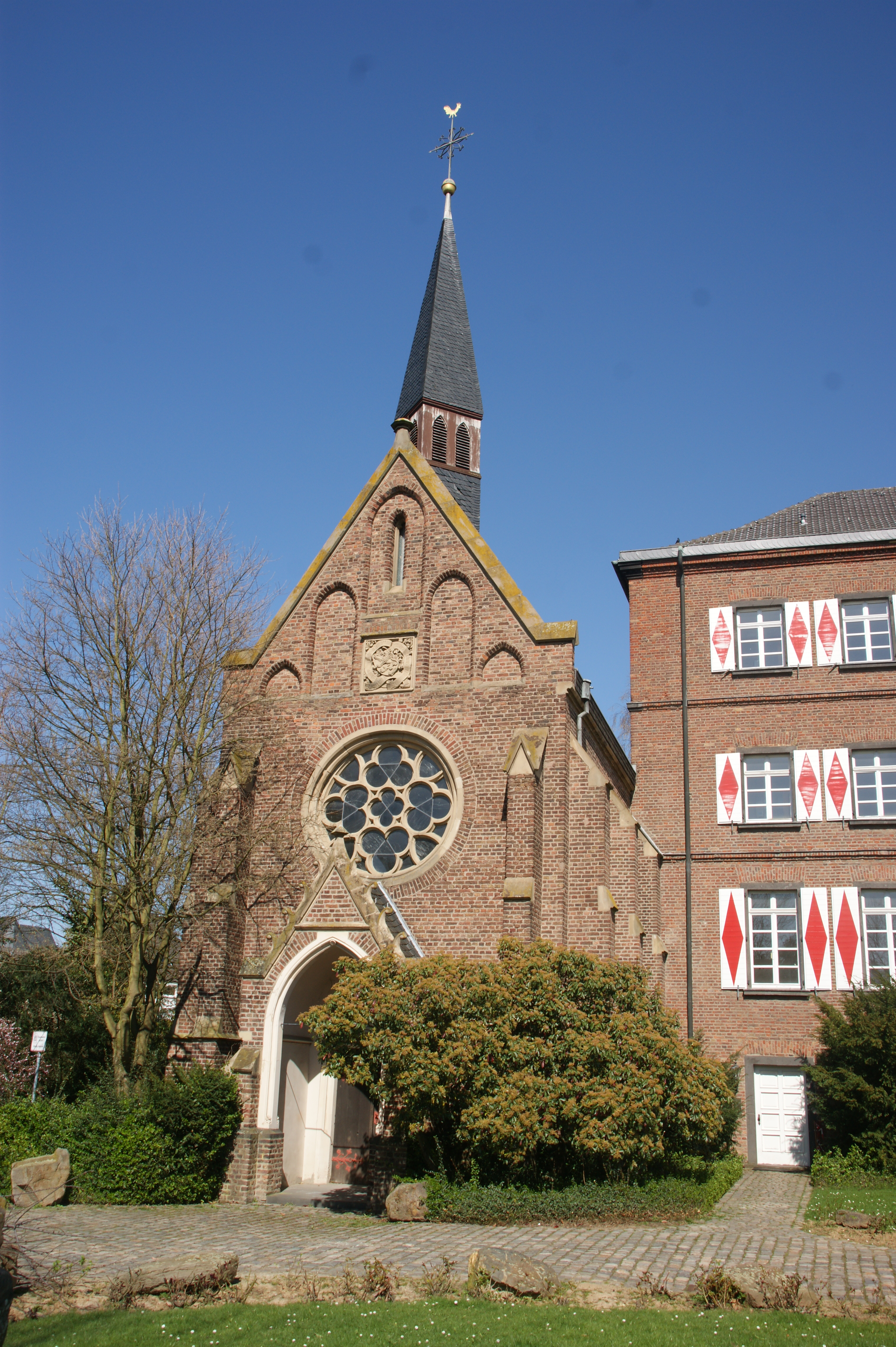
Kapelle

In den 1970er-Jahren erfolgte eine erste Sanierung durch den neu gegründeten Schlossverein und die Stadt Bedburg. 1980 wurde es durch den „Burgenkönig“ Herbert Hillebrand von Grund auf restauriert und einer privaten sowie gewerblichen Nutzung zugänglich gemacht. Der derzeit letzte Umbau fand im Sommer 2008 statt (Umbau von Rittersaal und Schankraum).
2010 wurde beschlossen, die sanierungsbedürftige Ritterakademie und die Kapelle abzureißen, da die Stadt die Sanierungskosten nicht aufbringen konnte. Die Abrissarbeiten begannen am 25. Juli 2011.